# Haworthia springbokvlakensis
Haworthia springbokvlakensis és una espècie del gènere Haworthia de la subfamília de les Asphodeloideae.

## Descripció
Haworthia springbokvlakensis és una planta suculenta que creix solitària i sense tija. Les vuit a dotze fulles sòlides formen una roseta amb un diàmetre de fins a 10 centímetres. El limbe foliar de la fulla fa 6 cm de llargada i 1,5 cm d'amplada. És fortament arrodonit i truncat. La superfície de la fulla és llisa. Hi ha diverses línies longitudinals curtes a la cara final que és translúcida. La inflorescència fa una llargada d'entre 20 a 25 centímetres. Les flors són blanques i tenen una nervi marronós.

## Distribució
Haworthia springbokvlakensis està estesa a la província sud-africana del Cap Oriental, a l'est del Petit Karoo.

## Taxonomia
Haworthia springbokvlakensis va ser descrita per Charles Leslie Scott es va publicar a Journal of South African Botany 36: 288, a l'any 1970.
Etimologia
Haworthia: nom en honor del botànic britànic Adrian Hardy Haworth (1767-1833).
springbokvlakensis: epítet geogràfic que fa referència a l'aparició de l'espècie a Springbokvlake, a Sud-àfrica.
Sinonímia
- Haworthia retusa var. Springbokvlakensis (CLScott) Halda (1997).[4]